# Paciente

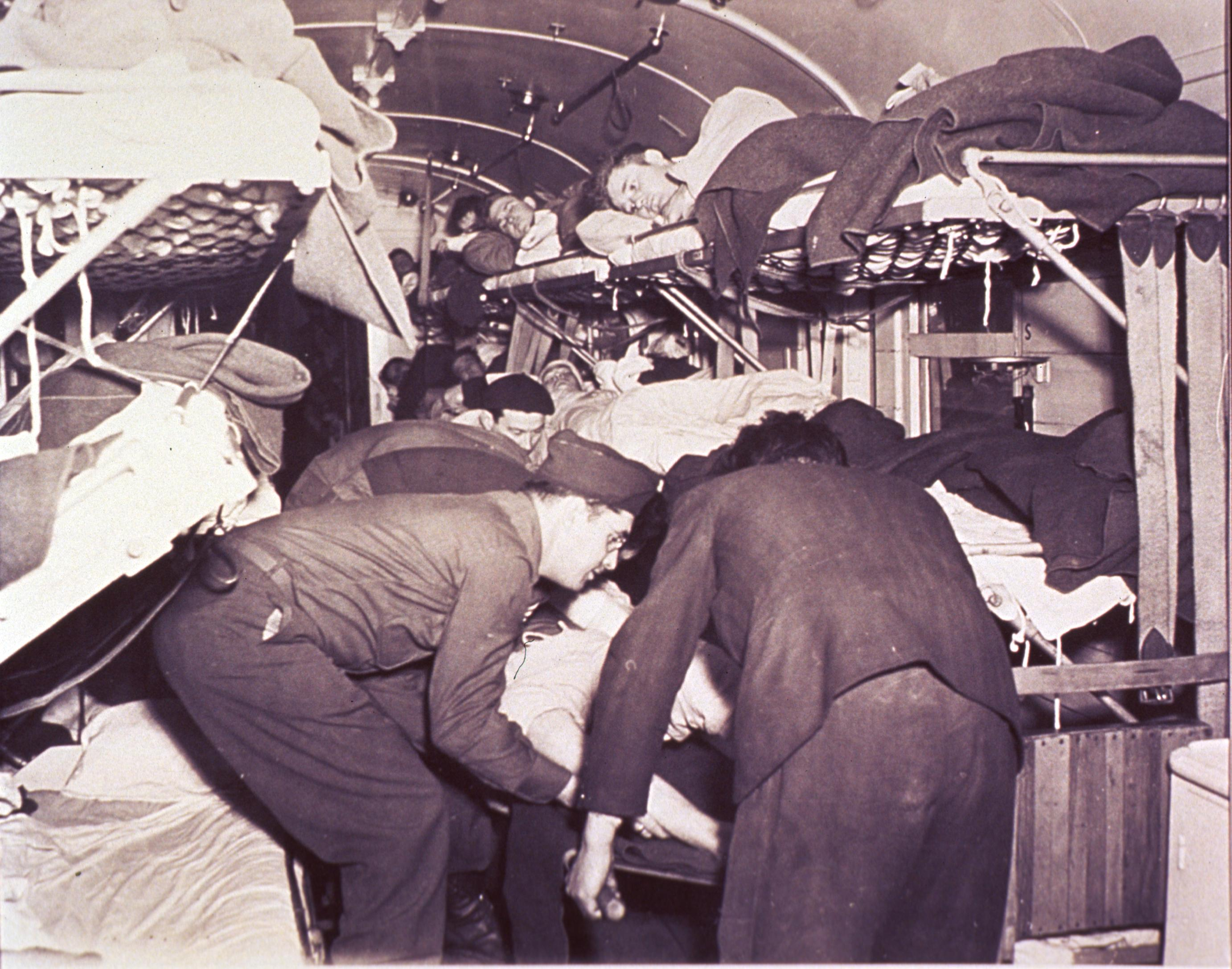
Pacientes em um trem-hospital

Um paciente (do latim patiente) é uma pessoa que está sendo cuidada por um médico, enfermeiro, psicólogo, fisioterapeuta, cirurgião-dentista ou outro profissional da área da saúde.